# Темпл-Гіллс (Меріленд)
Темпл-Гіллс (англ. Temple Hills) — переписна місцевість (CDP) в США, в окрузі Графство принца Георга штату Меріленд. Населення — 8350 осіб (2020).

## Географія
Темпл-Гіллс розташований за координатами 38°48′38″ пн. ш. 76°56′58″ зх. д. / 38.81056° пн. ш. 76.94944° зх. д. (38.810549, -76.949477).  За даними Бюро перепису населення США в 2010 році переписна місцевість мала площу 3,65 км², уся площа — суходіл.

## Демографія
Згідно з переписом 2010 року, у переписній місцевості мешкали 7852 особи в 3264 домогосподарствах у складі 1883 родин. Густота населення становила 2154 особи/км².  Було 3544 помешкання (972/км²).
Расовий склад населення:
| - 86,9 % — чорних або афроамериканців - 5,6 % — білих - 1,2 % — азіатів - 0,4 % — корінних американців - 0,1 % — вихідців з тихоокеанських островів - 3,2 % — осіб інших рас |

До двох чи більше рас належало 2,5 %. Частка іспаномовних становила 6,2 % від усіх жителів.
За віковим діапазоном населення розподілялося таким чином: 26,7 % — особи молодші 18 років, 66,5 % — особи у віці 18—64 років, 6,8 % — особи у віці 65 років та старші. Медіана віку мешканця становила 31,8 року. На 100 осіб жіночої статі у переписній місцевості припадало 81,9 чоловіків;  на 100 жінок у віці від 18 років та старших — 76,4 чоловіків також старших 18 років.
Середній дохід на одне домашнє господарство  становив 73 582 долари США (медіана — 64 399), а середній дохід на одну сім'ю — 81 826 доларів (медіана — 68 468). Медіана доходів становила 49 634 долари для чоловіків та 53 699 доларів для жінок. За межею бідності перебувало 15,2 % осіб, у тому числі 25,1 % дітей у віці до 18 років та 10,9 % осіб у віці 65 років та старших.
Цивільне працевлаштоване населення становило 4031 осіб. Основні галузі зайнятості: освіта, охорона здоров'я та соціальна допомога — 21,4 %, публічна адміністрація — 18,7 %, науковці, спеціалісти, менеджери — 14,7 %, роздрібна торгівля — 11,1 %.